# Ельч-Лясковице
Ельч-Лясковице (пол. Jelcz-Laskowice, нем. Jeltsch-Laskowitz)  —  город  в Польше, входит в Нижнесилезское воеводство,  Олавский повят.  Имеет статус городско-сельской гмины. Занимает площадь 17,06 км². Население — 15 340 человек (на 2004 год).

## История
Появление первых поселений в современном Ельч-Лясковице относится к периоду неолита.
В Средние века и Ельч, и Лясковице входили в состав Польского королевства, управляемого династией Пястов. Первые известные упоминания об обеих деревнях относятся к XIII веку. Лясковице впервые упоминается в 1203 году, когда герцог Генрих Бородатый пожаловал его польскому дворянину Леонарду Влостовичу, внуку Петра Влостовича. Ельч был впервые упомянут как Ялче в акте 1245 года, когда папа Иннокентий IV передал его архиепископии Вроцлава. 
С 1871 по 1945 год этот район был частью Германии, а в период с 1943 по 1945 год, во время Второй мировой войны, близлежащая деревушка Милошице была местом подкампа нацистского немецкого концентрационного лагеря Гросс-Розен.
В 1945 году этот район по результатам Потсдамской конференции вновь вошел в состав Польши. В 1949 году Министерство обороны Польши начало производство мобильных ремонтных машин и машин скорой помощи военного назначения. Производство автобусов компанией "Jelcz S. A." началось в 1952 году.
Город основан в 1 января 1987 года.

## Население
Согласно данным Центрального статистического управления Польши, по состоянию на 31 декабря 2014 года население города составляет 15 910 человек. Плотность составляет 933 человека/км².